# Mäntysaaret (ö i Norra Savolax, Kuopio)
Mäntysaaret är en ö i Finland. Den ligger i sjön Kallavesi och i kommunen Kuopio i den ekonomiska regionen  Kuopio ekonomiska region  och landskapet Norra Savolax, i den centrala delen av landet, 300 km norr om huvudstaden Helsingfors. Öns area är 1,9 hektar och dess största längd är 240 meter i sydöst-nordvästlig riktning.  Notera att namnet antyder att det är fråga om flera öar.